# Hedysarum mahrense
Hedysarum mahrense är en ärtväxtart som beskrevs av Karl Heinz Rechinger. Hedysarum mahrense ingår i släktet buskväpplingar, och familjen ärtväxter. Inga underarter finns listade i Catalogue of Life.